# Relations entre l'Ukraine et le Venezuela
Les relations entre l'Ukraine et le Venezuela sont les relations bilatérales entre l'Ukraine et le Venezuela.

## Histoire

### Années 1990
Le 9 janvier 1992, le Venezuela a reconnu l'indépendance de l'Ukraine[réf. nécessaire].
En avril 1999, le Ministre ukrainien des affaires étrangères Borys Tarasyuk a effectué sa première visite officielle au Venezuela. Là, il a déclaré que l'Amérique latine n'est pas une « terra incognita » pour la politique étrangère ukrainienne. Tarasyuk a fait valoir que la région est un marché important pour les produits ukrainiens et que l'Ukraine devrait développer activement des contacts avec les pays d'Amérique latine.

### Années 2010
En septembre 2010, le vice-ministre vénézuélien des Affaires étrangères Temir Porras Ponceleon a rendu visite au vice-ministre ukrainien des Affaires étrangères Oleksandr Horin et ils ont discuté d'un « large éventail de questions de coopération ukraino-vénézuélienne dans les domaines politique, commercial, économique et humanitaire ».
En octobre 2010, le président vénézuélien Hugo Chávez a rencontré le président ukrainien de l'époque, Viktor Ianoukovitch, à Kiev. Le chef de l’État ukrainien a déclaré que « beaucoup de temps a été perdu entre nos deux pays » et a en outre noté que le monde « peut s'attendre à un approfondissement de la coopération » entre les deux pays,. Chávez a visité l'usine Antonov à Kiev et s'est mis d'accord avec Ianoukovitch sur l'établissement d'ambassades de chaque pays dans l'autre pays. Les deux chefs d'État ont signé des accords concernant le pipeline Odessa-Brody.
Comme convenu lors de la visite à Kiev, le ministre ukrainien des Affaires étrangères Kostyantyn Gryshchenko a effectué une visite officielle au Venezuela en décembre 2010. La délégation comprenait des représentants des ministères, des agences gouvernementales et des principales entreprises de l'Ukraine, intéressés par le développement de la coopération entre l'Ukraine et le Venezuela.
Le 7 mars 2014, le ministère vénézuélien des Affaires étrangères a publié une déclaration selon laquelle le président Nicolás Maduro « condamne le coup d'État perpétré par des groupes extrémistes en Ukraine à la suite d'une stratégie d'attrition promue de l'étranger par le gouvernement des États-Unis et ses alliés de l'OTAN ». Il a en outre déclaré que « l'installation à Kiev d'autorités de facto menace non seulement l'unité nationale de l'Ukraine, mais la stabilité de toute la région car elle met en danger les citoyens ukrainiens d'origine russe et la propre souveraineté de la fédération de Russie. »,. Le Venezuela n'a pas reconnu l'annexion de la Crimée par la Russie en 2014. Néanmoins, le Venezuela a été l'un des onze pays qui ont voté contre la résolution 68/262 de l'Assemblée générale des Nations unies, approuvée le 27 mars, reconnaissant la Crimée comme faisant partie de l'Ukraine et rejetant le référendum sur le statut politique,. Fin 2014, Oleg Tsaryov, alors président du Parlement de Novorossiya (une confédération qui comprenait la république populaire de Donetsk et de Louhansk), a lancé un appel au Venezuela pour qu'il reconnaisse l'indépendance des deux républiques séparatistes.
L'Ukraine a rejeté les résultats de l'élection présidentielle vénézuélienne de 2018, où Nicolás Maduro a été déclaré vainqueur[réf. nécessaire].
En 2019, lors de la crise présidentielle vénézuélienne, l'Ukraine a reconnu Juan Guaidó comme président du Venezuela.

### Années 2020
Début 2022, le gouvernement vénézuélien a blâmé l'OTAN et les États-Unis pour l'invasion russe de l'Ukraine, affirmant qu'ils avaient violé les accords de Minsk. Nicolás Maduro a déclaré avant le lancement de l'invasion que le Venezuela était avec Poutine, mais a également appelé à un dialogue diplomatique pour éviter une escalade du conflit,.
José David Chaparro, qui a été chargé d'affaires du Venezuela à Moscou entre 2001 et 2005 et qui s'est installé à Kiev au début des années 90, s'est enrôlé dans Forces de défense territoriale ukrainiennes au deuxième jour de l'invasion avec cette épouse et est devenu le commandant d'un division de volontaires ukrainiens. L'unité de Chaparro a aidé à donner de la nourriture, de l'eau, des produits de base et du carburant aux civils touchés par les bombardements russes,.

## Commerce
Actuellement, les relations commerciales entre les deux pays sont minimes. En 2020, l'Ukraine a exporté des marchandises d'une valeur de 4,68 millions de dollars américains vers le Venezuela, principalement des huiles végétales, des farines de blé et du pétrole. La même année, le Venezuela a exporté des marchandises d'une valeur de 541 000 $ vers l'Ukraine, principalement des crustacés transformés, des alcools forts et des fours électriques.

## Missions diplomatiques
Aucun des deux pays n'a d'ambassades dans l'autre pays respectif.

## Sources et références
1. ↑  Ukrainian Foreign Minister in South America, rferl.org 27 April 1999.
2. ↑  Deputy Foreign Minister of Ukraine Mr. Oleksandr Horin received Deputy Foreign Minister of Venezuela Temer Porras Ponceleón, mfa.gov.ua 15 September 2010.
3. ↑  Update: Yanukovych greets Venezuelan President Hugo Chavez in Kyiv, kyivpost.com 18 October 2010.
4. ↑  Jan Ullrich: Venezuela stößt nach Eurasien vor, amerika21.de 19 October 2010.
5. ↑  Venezuelan President Hugo Chavez to vist Kyiv Oct. 18, kyivpost.com 14 October 2010.
6. ↑  The Minister for Foreign Affairs of Ukraine Kostyantýn Grýshchenko paid an official visit to the Bolivarian Republic of Venezuela, mfa.gov.ua 21 December 2010.
7. ↑  (es) ANTONIO CASTILLO, « Los Leones dicen presente... repotenciados » , sur archive.wikiwix.com (consulté le 11 août 2023)
8. ↑  (en) « Putin on Ukraine Okay With China-Syria-Venezuela Minority », sur Bloomberg.com, 12 mars 2014 (consulté le 11 août 2023)
9. ↑  « U.N. General Assembly Affirms Ukraine's Territorial Integrity, Calls The World Community Not To Recognise Change Of Crimea's Status », Ukrainian News Agency,‎ 27 mars 2014 (lire en ligne [archive du 4 mai 2014], consulté le 27 mars 2014)
10. ↑  (es) « La Asamblea General aprobó una resolución sobre la integridad territorial de Ucrania », United Nations, 27 mars 2014 (consulté le 5 novembre 2018)
11. ↑  David X. Noack: Ostukrainische "Volksrepubliken" suchen Anerkennung in Lateinamerika, amerika21.de 17 November 2014.
12. ↑  (uk) « Мільйони венесуельців сказали “ні” Мадуро – Порошенко », Fakty,‎ 24 janvier 2019 (consulté le 24 janvier 2019)
13. ↑  Sequera, « Venezuela blames U.S., NATO for Ukraine conflict » [archive du 25 février 2022], Swissinfo, 25 février 2022 (consulté le 25 février 2022)
14. ↑  (es) « Gobierno de Maduro emite comunicado y evita condenar invasión a Ucrania », El Pitazo, 25 février 2022 (consulté le 25 février 2022)
15. ↑  (es) « Un venezolano se unió a la resistencia ucraniana para defender Kiev » [archive du 8 mars 2022], El Diario, 14 mars 2022 (consulté le 14 mars 2022)
16. ↑  (es) « José David Chaparro, es el 'comandante' venezolano de una pequeña división de voluntarios en Ucrania (Fotos y Video) », AlbertoNews, 17 avril 2022 (consulté le 1er juin 2022)
17. ↑  Ukraine / Venezuela, oec.world (without date).